# Notoclinops segmentatus
Notoclinops segmentatus is een straalvinnige vissensoort uit de familie van drievinslijmvissen (Tripterygiidae). De wetenschappelijke naam van de soort is voor het eerst geldig gepubliceerd in 1923 door McCulloch & Phillipps.